# 1922年蘇聯立法選舉
1922年蘇聯立法選舉，即蘇聯第一屆全聯盟蘇維埃代表大會選舉，於1922年12月舉行。第一屆全聯盟蘇維埃代表大會的總席次共計2214席，其中1726席來自俄罗斯苏维埃联邦社会主义共和国，364席來自乌克兰苏维埃社会主义共和国，91席來自外高加索社会主义联邦苏维埃共和国，33席來自白俄罗斯社会主义苏维埃共和国。全體當選代表於1922年12月30日在莫斯科大剧院宣誓就職。
大會於12月30日召开的第一次全體代表會議中，通过了《向蘇聯第一屆蘇維埃代表大會名譽主席弗拉基米爾·列寧同志致意 （页面存档备份，存于）》、《苏联成立宣言》、《苏联成立条约》三項重大決議，隨即依據《苏联成立条约》第六條，選舉由371名委員組成的蘇聯中央執行委員會做為蘇聯最高權力機關。時任全俄羅斯中央執行委員會主席、俄國共產黨（布爾什維克）中央政治局候補委員米哈伊爾·加里寧當選為蘇聯中央執行委員會主席（立法机关首脑），因病缺席大會的俄國共產黨（布爾什維克）創始人弗拉基米爾·列寧被蘇聯中執會任命為蘇聯人民委員會（行政机关首脑），作为蘇聯最高領導人掌握實權。

## 選舉方式
苏联苏维埃代表大会代表由各选区採间接选举模式产生。城乡的选举比例不同。在市苏维埃和市镇苏维埃每二万五千個选民选派代表一人，省（州）苏维埃代表大会每十二万五千個居民选派代表一人。县选区参加苏联苏维埃代表大会之代表，由县苏维埃代表大会选举之。凡不设省（州）的共和国，由该共和国苏维埃代表大会直接选举代表。

## 競選過程
此次大選由俄國共產黨（布爾什維克）全面主導，標榜君主主義、反共主義或反布爾什維克的黨派皆被禁止參選，不過部分未主張布爾什維克主義的無黨籍人士仍被允許參選。

## 選舉結果
俄國共產黨（布爾什維克）以壓倒性票數囊括90%以上議席，錫安工人、格鲁吉亚社会主义-联邦主义革命党分別取得2席，後兩黨在政治上的影響力微乎其微。
| 政黨 | 政黨                            | %     | 議席 |
| ---- | ------------------------------- | ----- | ---- |
|      | 俄国共产党（布尔什维克）        | 94.03 | 2082 |
|      | 錫安工人                        | 0.10  | 2    |
|      | 格鲁吉亚社会主义-联邦主义革命党 | 0.09  | 2    |
|      | 無政府主義者                    | 0.05  | 1    |
|      | 独立人士                        | 5.73  | 127  |
| 總計 | 總計                            | 100   | 2214 |